# Athlétic Club Arles-Avignon 2015-2016
Questa voce raccoglie le informazioni riguardanti l'Athlétic Club Arles-Avignon nelle competizioni ufficiali della stagione 2015-2016.

## Rosa
| N. |                    | Ruolo | Calciatore        |
| -- | ------------------ | ----- | ----------------- |
| 1  | Francia (bandiera) | P     | Thomas Bosmel     |
| 2  | Francia (bandiera) | D     | Garry Bocaly      |
| 4  | Francia (bandiera) | C     | Enzo Reale        |
| 5  | Francia (bandiera) | C     | Benjamin Psaume   |
| 6  | Francia (bandiera) | D     | Ousmane N'Diaye   |
| 7  | Marocco (bandiera) | C     | Fawzi Ouaamar     |
| 8  | Francia (bandiera) | C     | Adrien Coulomb    |
| 9  | Francia (bandiera) | A     | Fousseyni Cissé   |
| 10 | Francia (bandiera) | C     | Téji Savanier     |
| 12 | Francia (bandiera) | C     | Maxime Blanc      |
| 14 | Marocco (bandiera) | C     | Amine Oudrhiri    |
| 15 | Francia (bandiera) | C     | Wilfried Domoraud |
| 16 | Francia (bandiera) | P     | Axel Maraval      |

| N. |                           | Ruolo | Calciatore        |
| -- | ------------------------- | ----- | ----------------- |
| 17 | Algeria (bandiera)        | C     | Ziri Hammar       |
| 18 | Francia (bandiera)        | D     | Florian Pinteaux  |
| 19 | Francia (bandiera)        | A     | Mamadou Niang     |
| 20 | Francia (bandiera)        | D     | Jérôme Phojo      |
| 21 | Francia (bandiera)        | D     | Samuel Gigot      |
| 23 | Francia (bandiera)        | A     | Jackson Mendes    |
| 24 | Costa d'Avorio (bandiera) | A     | Koro Koné         |
| 25 | Senegal (bandiera)        | C     | Ibrahima Ba       |
| 26 | Francia (bandiera)        | D     | Rémy Bonne        |
| 27 | Francia (bandiera)        | C     | Hugo Rodríguez    |
| 29 | Francia (bandiera)        | C     | Maxence Medjelled |
| 30 | Guinea (bandiera)         | P     | Naby Yattara      |